# John Erskine, 5. Lord Erskine
John Erskine, 5. Lord Erskine (* um 1490; † Spätsommer 1555), war ein schottischer Adliger.

## Leben
Sein Vater war Robert Erskine, 4. Lord Erskine, seine Mutter war Isabel Campbell, eine Tochter von George Campbell of Loudoun.
Mit dem Tod seines Vaters in der Schlacht von Flodden Field am 9. September 1513 übernahm er den Titel 5. Lord Erskine. De jure stand ihm auch der Titel 17. Earl of Mar (erster Verleihung) zu, er hat diesen zu Lebzeiten jedoch nie geführt. Dieser Titel wurde ihm erst posthum per Urkunde am 23. Juni 1565 bestätigt.
Geboren wurde John Erskine wahrscheinlich um 1490, und vor 1510 wurde er bereits zum Ritter geschlagen. Im Jahr 1515 diente er als schottischer Gesandter am französischen Hof. Im folgenden Jahr wurde er von John Stewart, 2. Duke of Albany in den Regentschaftsrat für den minderjährigen König Jakob V. berufen, gleichzeitig wurde er zum Kommandeur von Stirling Castle ernannt. Beide Funktionen hatte er bis zur Übernahme der Regentschaft durch Archibald Douglas, 6. Earl of Angus inne. In der Folge wird er noch einmal als Hüter von Edinburgh Castle genannt, jedoch ohne Jahresangabe.
Er war mit Lady Margaret Campbell, einer Tochter von Archibald Campbell, 2. Earl of Argyll, verheiratet. Mit ihr hatte er fünf Söhne und vier Töchter:
- Robert Erskine, Master of Erskine († 1547),
- Thomas Erskine, Master of Erskine († 1551),
- John Erskine, 18. Earl of Mar († 1572),
- Sir Alexander Erskine of Gogar († 1592),
- Arthur Erskine of Blackgrange († 1571),
- Katherine Erskine, ⚭ Alexander Elphinstone, 2. Lord Elphinstone (1510–1547),
- Margaret Erskine, Mätresse von König Jakob V., ⚭ Sir Robert Douglas of Lochleven († 1547),
- Janet Erskine, ⚭ John Murray of Touchadam († nach 1541),
- Elizabeth Erskine, ⚭ Sir Walter Seton of Touch.